# كوينكس (رواية)
كوينكس (بالإنجليزية: Quinx)‏ هي خامس روايات سلسلة خماسية أفينيون للكاتب البريطاني لورانس داريل، نشرت عام 1985، عن دار نشر فابر آند فابر.